# Carpodacus grandis
Il carpodaco dell'Himalaya o carpodaco di Blyth (Carpodacus grandis Blyth, 1849) è un uccello passeriforme della famiglia dei Fringillidi.

## Etimologia
Il nome scientifico della specie, grandis, è di origine latina e significa "grande", in riferimento alla maggiore taglia di questi uccelli rispetto alle specie affini quando essi venivano considerati ancora una sottospecie.

## Descrizione

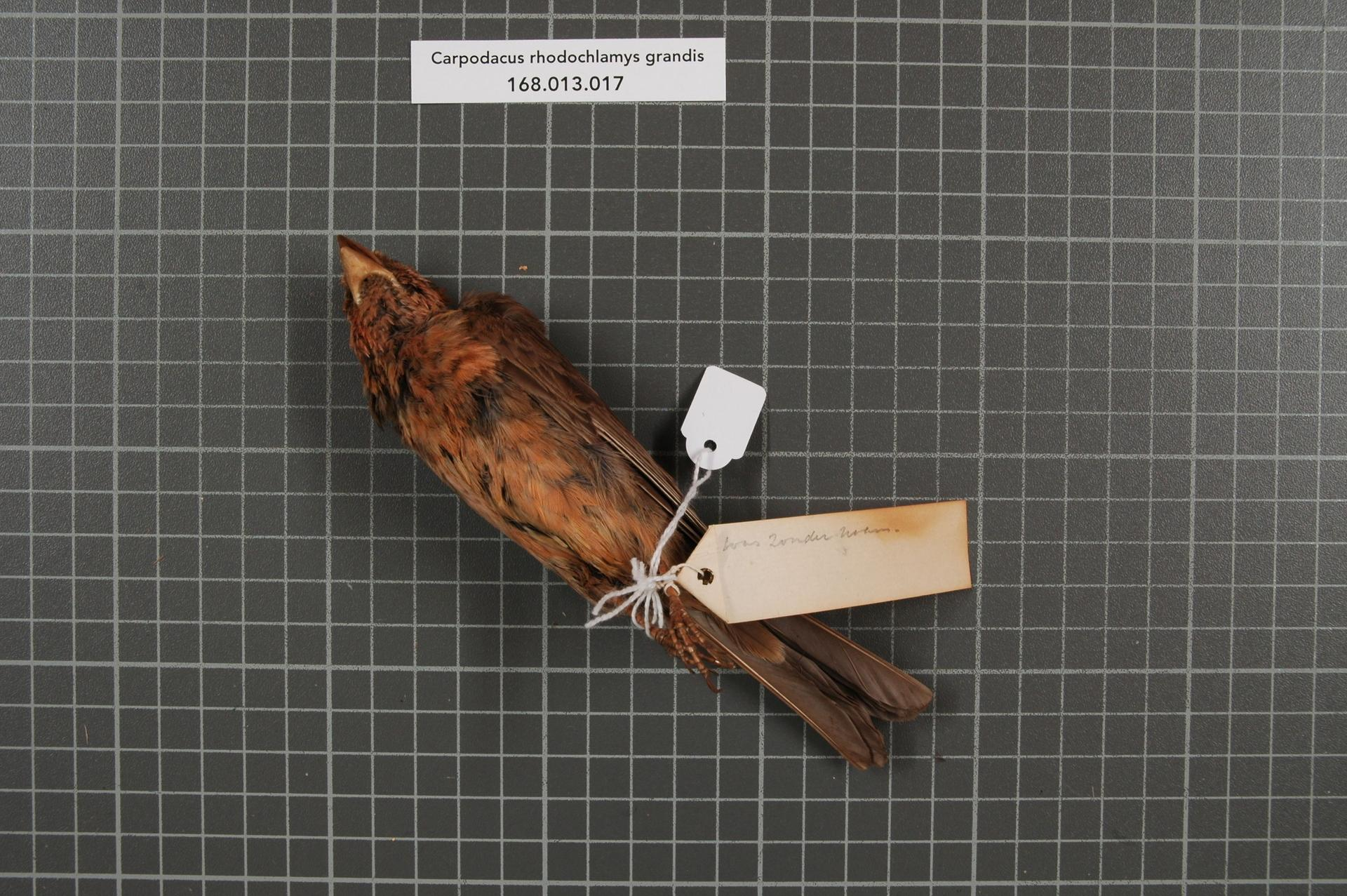
Maschio impagliato.

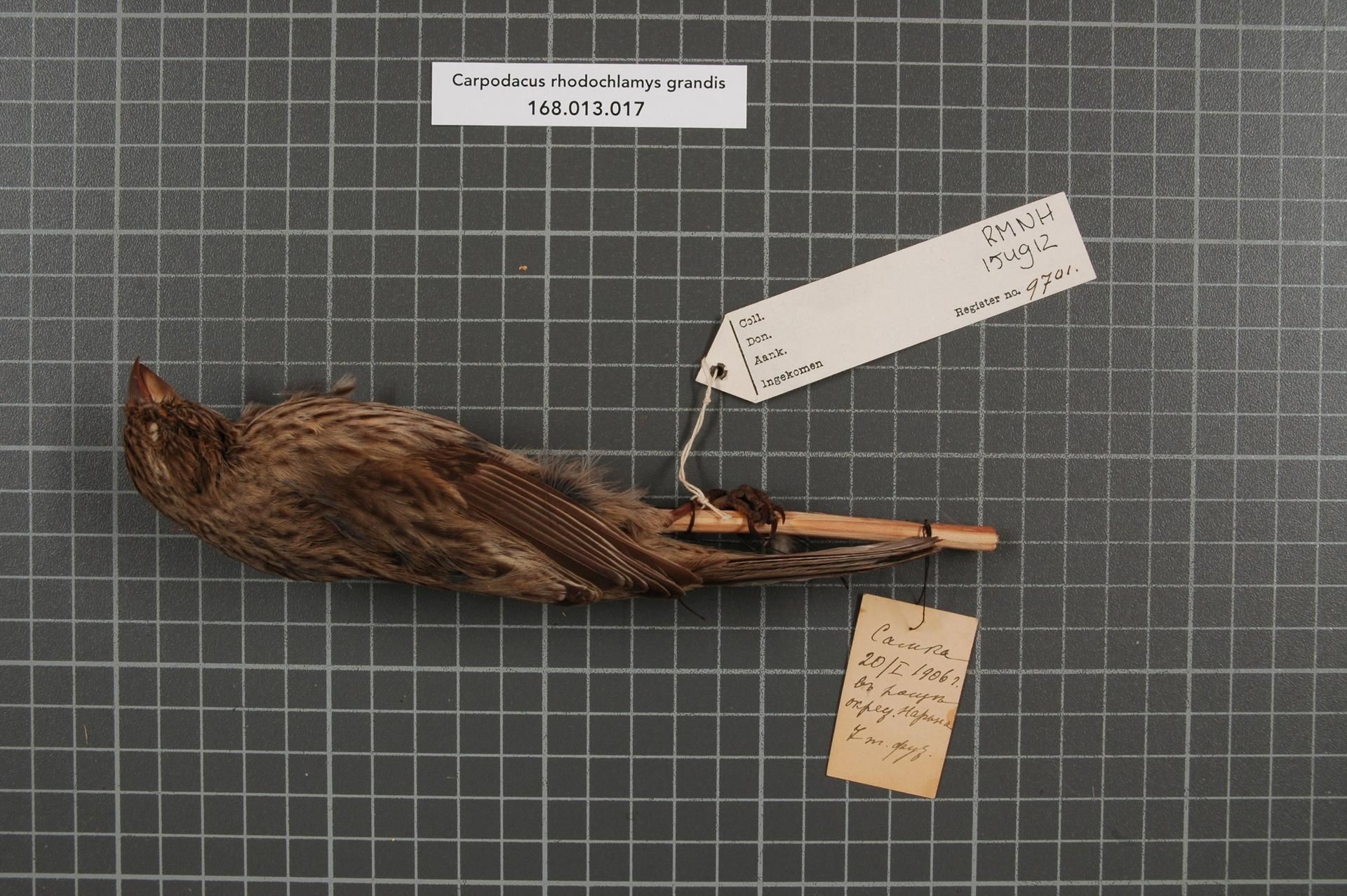
Femmina impagliata.

### Dimensioni
Misura 18–20 cm di lunghezza, per 18-38 g di peso.

### Aspetto
Si tratta di uccelli dall'aspetto robusto ma slanciato, muniti di forte becco conico, grossa testa arrotondata con grandi occhi, ali allungate e coda dalla punta leggermente biforcuta.
Il piumaggio presenta dimorfismo sessuale ben evidente: i maschi, infatti, presentano faccia e petto di colore rossiccio, mentre il ventre ed il sottocoda sono di color arancio, mentre l'area dorsale è bruna, con ali e coda più scure e dai bordi delle penne sfumati di rosso. Le femmine, invece, presentano colorazione dominata dalla tonalità del grigio-bruno, più scura dorsalmente e sulla testa e più chiara e tendente al grigio-biancastro su petto e ventre, con le singole penne munite di punta più scura, a dare un aspetto screziato. In ambedue i sessi il becco è nerastro con sfumature violacee sugli orli, gli occhi sono di colore bruno scuro e le zampe sono nerastre.

## Biologia
Si tratta di uccelli diurni, che vivono in coppie o in gruppetti e si muovono perlopiù al suolo alla ricerca di cibo, tenendosi in contatto fra loro mediante continui richiami.

### Alimentazione
Questi uccelli sono prevalentemente granivori: la loro dieta è infatti composta perlopiù di piccoli semi e granaglie, comprendendo anche altri alimenti di origine vegetale come bacche e germogli, e sporadicamente anche insetti ed altri piccoli invertebrati.

### Riproduzione
Essendo stati a lungo considerati una sottospecie e non una specie a sé stante, la riproduzione dei carpodachi di Blyth non è ancora stata studiata in maniera estensiva: si ritiene tuttavia che essa non si differenzi significativamente per modalità e tempistica da quella di altre specie affini.

## Distribuzione e habitat
Come intuibile dal nome comune, il carpodaco dell'Himalaya è diffuso alle pendici sud-occidentali della catena dell'Himalaya (Uttarakhand, Himachal Pradesh, Kashmir), ma lo si trova anche in Afghanistan settentrionale.
L'habitat di questi uccelli è rappresentato dalle pinete boreali submontane e montane, con presenza di abbondante sottobosco.

## Sistematica
Il carpodaco di Blyth è stato a lungo considerato una sottospecie dell'affine carpodaco mantorosso, e come tale classificato col nome di Carpodacus rhodochlamys grandis: recentemente, tuttavia, in base a differenze di carattere morfologico (taglia, forma di becco e coda, colore del piumaggio, arrangiamento delle penne alari) si è deciso di elevare questa popolazione al rango di specie a sé stante.